# モット絶縁体
モット絶縁体 (Mott-insulator) とは、バンド理論では金属的と予想されるにもかかわらず、電子間斥力の効果（電子相関効果）によって実現している絶縁体状態のことである。
バンド理論によれば、単位胞あたりの電子数が奇数の場合は、バンドの電子占有は半分であり、全占有もしくは無占有ではないので、電気伝導性（＝金属的）を示すはずである。しかし実際には単位胞あたりの電子数が奇数となる化合物の中には金属的な電気伝導を示さず、絶縁体となるものが存在する。これらの絶縁体の基底状態が電子相関に起因するものであることを指摘したのがモットとパイエルスである。
モットが指摘したこの転移は、絶縁相に関して磁性の状態は仮定されていないが、現実の「モット絶縁体」では反強磁性を示すなど磁性状態になる。
なお、このような物質へ電子（もしくは正孔）を加えると、それは自由に動き、電気伝導性を示すと予想される（ただし原子の位置にランダム的ポテンシャルを有すると、束縛効果を生じ、自由に動けない）。

## モット絶縁体の例

### ReNiO3
モット絶縁体の例として ReNiO3 が挙げられる。ここで Re には希土類元素が入る。ReNiO3 はペロブスカイト構造をとる遷移金属酸化物である。
低温では価電子が Ni サイトに局在している。しかし温度が上昇すると Re のイオン半径が増加するため、結晶構造に歪みが生じる。これにより、Ni サイトに局在していた電子が波動性を回復して結晶全体に広がり、金属に転移する。
Re が Pr（プラセオジム）または Nd（ネオジム）の場合、低温の絶縁体相は同時に反強磁性を示す。

### 二硫化タンタル
二硫化タンタルTaS2は絶縁体であるが、走査型トンネル顕微鏡を駆使して、モット絶縁体である旨が確認された。二硫化タンタルでは、原子配列構造の一周期に13という奇数個の電子が含まれている。

### Sr2IrO4
5d遷移金属酸化物Sr2IrO4はスピン軌道相互作用によって誘起されるモット絶縁体であることが確認された。